# 長野県立松本工業高等学校
もしかして
- 長野県松本工業高等学校

ではありませんか？